# Estación de Solre-sur-Sambre
La estación de Solre-sur-Sambre es una estación de tren belga situada en Erquelinnes, en la provincia de Henao, región Valona.
Pertenece a la línea  de S-Trein Charleroi.

## Situación ferroviaria
La estación se encuentra en la línea 130 (Charleroi-Erquelinnes-frontière).

## Intermodalidad
| Línea | Procedencia           | Parada                     | Destino          |
| ----- | --------------------- | -------------------------- | ---------------- |
| 108   | BINCHE Kursaal-Postes | SOLRE-SUR-SAMBRE Gare SNCB | ERQUELINNES SNCB |